# Вильдбергер, Карстен
Карстен Вильдбергер (нем. Karsten Wildberger, Пустой шаблон {{ВД-Преамбула}} ) — немецкий бизнес-менеджер и политик, министр цифровизации и модернизации государства (с 2025).

## Биография
Изучал физику в Мюнхенском техническом университете, в Рейнско-Вестфальском техническом университете Ахена и Юлихском исследовательском центре, специализируясь в физике твёрдого тела и получив степень доктора философии по физике. Также получил степень магистра делового администрирования в INSEAD в Фонтенбло. В 1998—2003 годах работал в Boston Consulting Group Работал бизнес-консультантом и менеджером в T-Mobile и Vodafone. В 2011—2012 годах — партнёр и управляющий директор Boston Consulting Group, в 2013—2016 годах — член совета директоров Telstra. С 2016 года входил в совет директоров энергетической компании E.ON, с 2021 года — председатель совета директоров Ceconomy AG, в которую входят, в частности, Saturn и Media Markt.
Занимал должность вице-президента Экономического совета ХДС.
6 мая 2025 года получил портфель министра цифровизации и модернизации государства при формировании правительства Фридриха Мерца.
На момент министерского назначения был беспартийным, 9 мая объявлено о вступлении Вильдбергера в ХДС.